# Pradnyápáramita
A pradnyápáramita (szanszkrit), azaz a tökéletes bölcsesség szútráit tudatosan összefüggő műveknek szánták, fő témájuk a „nagy szekér” (mahájána) buddhizmus új bölcsesség (pradnyá) fogalma. A pradnyápáramita a mahájána buddhizmus egyik legfőbb koncepciója, amelynek gyakorlása és megértése a bódhiszattva ösvény elengedhetetlen eleme. A pradnyápáramita legkorábbi szövegei kb. i. e. 1. század-i. sz 500 körül keletkezhettek.
E szövegek nem logikai érvelésekkel próbálják alátámasztani, hanem inkább kijelentik: minden dolog üresség. Viszont ez nem összetévesztendő a nihilizmussal, az ugyanis csak egy véglet, és nincs sok köze az itt szóban forgó ürességhez. A szövegek abszolút látásmódot képviselnek, és nem a hétköznapi értelemben vett relatív valóságét, ahol a világ jelenségei (dharmái) valós létezők érzetét keltik bennünk. Sajátos paradoxonokat állít elénk az abszolút és a relatív látásmód váltogatásával.

## Kialakulása
E szövegcsoport fejlődésében négy stádiumot különböztetnek meg:
1. I. e. 100 – i. sz. 100: a Ratnagunaszamcsaja-gáthá és az Astaszáhaszriká-pradnyápáramita (8000 soros változat).
2. 100–300: a kidolgozás időszaka, amelynek során a 18 000, a 25 000 és a 100 000 soros változat keletkezett (és esetleg a Vadzsraccshédika, avagy Gyémánt szútra).
3. 300–500: a sűrítés időszaka, melynek során többek között a Szív szútra is keletkezett - bár bizonyos jelek arra utalnak, hogy éppen ezt a szöveget eredetileg kínaiul írták, és csak később fordították vissza szanszkritra.
4. 500–1000: a tantrikus hatásokról tanúskodó szövegek keletkezésének időszaka.

A szövegek igen nagy időintervallumot fognak át, tükröződik ez terjedelmükben és változatosságukban is.

## További irodalom
- Világirodalmi lexikon X. (P–Praga). Főszerk. Király István. Budapest: Akadémiai. 1986.   845. o. ISBN 963-05-3264-6